# Camil Nicasi Jover i Pierron
Camil Nicasi Jover i Pierron (Alacant, 1821 - 1881) va ser un periodista i escriptor valencià.
Va desenvolupar la major part de la seua carrera a la seua ciutat natal, tret del període 1841-1851, en el qual treballa a Madrid, en els diaris El Heraldo i El Prisma, aquest darrer fundat per ell mateix. A Alacant hi dirigeix els rotatius La Tortuga, El Constitucional i El Eco de Alicante.
Pel que fa a la faceta d'escriptor, Jover i Pierron va cultivar diversos gèneres, com la ressenya històrica, el drama o la poesia.

## Obres destacades
- Poesías (1841)
- Glorias de España (1848). Prologat per Cánovas del Castillo
- Dios y mi derecho (1851)
- Reseña histórica de la ciudad de Alicante (1863)
- El romancero del vate (1867)
- El iris de la libertad (1868)